# خوش‌آیین‌ها
خوش‌آیین‌ها (نام علمی: Euthemis) نام یک سرده از تیره چشم‌کبوتریان (Ochnaceae) است.
نام علمی آن از یونانی گرفته شده و به معنی «خوش‌آیین» است که به ضخامت یک‌دست و قرینه بودن برگ‌های گیاهان این سرده اشاره دارد.